# Municipalità di Olaine
La municipalità di Olaine (in lettone Olaines novads) è una delle trentasei municipalità della Lettonia. È situata nel centro del Paese, immediatamente a sudovest della capitale Riga, nella parte occidentale della Livonia. Il capoluogo è la città di Olaine.

## Suddivisione
La municipalità comprende la città di Olaine e la sua parrocchia con i villaggi di Apšukalni, Blijas, Dāvi, Damradi, Grėnes, Galiņi, Ezītis, Ilejes, Jaunolaine, Jāņupe, Kalmes, Klāvi, Medemciems, Pārolaine, Pēternieki, Rājumi, Stīpnieki, Stūnīši, Vaivadi, Virši .